# Swamp Devil
Swamp Devil (Originaltitel: Swamp Devil, auch: Swamp Devil – Das Böse lauert unter der Oberfläche und Swamp Devil – Der Fluch des Monsters) ist ein Horrorfilm von Regisseur David Winning aus dem Jahr 2008 mit Bruce Dern, Cindy Sampson und Nicolas Wright.

## Handlung
Melanie Blaime hat den Kontakt zu ihrem Vater schon vor vielen Jahren abgebrochen und führt ein eigenständiges Leben, als sie plötzlich ein Anruf aus ihrer Heimatstadt Gibbington erreicht. Jimmy Fuller, der sich als ein alter Jugendfreund ausgibt, lockt Melanie mit der Behauptung in die Kleinstadt, dass ihr Vater, Ex-Sheriff Howard, todkrank sei.
Melanie fährt noch am selben Tag nach Gibbington und wird bereits am Ortsschild von Jimmy erwartet. Im Restaurant seiner Mutter offenbart er ihr, dass Melanies Vater nicht krank sei, sondern vielmehr als Hauptverdächtiger in einem grausamen Mordfall gesucht wird: Ein Mädchen wurde ermordet aufgefunden und seitdem ist ihr Vater verschwunden. Der Sheriff Nelson Bois und sein Deputy Jolene Harris sind gemeinsam mit dem Vater des ermordeten Mädchens Jones auf der Suche nach ihm. Melanie kann nicht glauben, was ihrem Vater vorgeworfen wird und so fahren die beiden zu seinem Haus, das sie jedoch unbewohnt auffinden. Melanie übernachtet in der einfachen Hütte, nachdem sich Jimmy bereiterklärt hat, auf einem Stuhl am Kamin die Nacht über auf sie aufzupassen. Am nächsten Morgen ist er jedoch verschwunden – Melanie entdeckt nur einige ungewöhnliche Schlammspuren auf dem alten Dielenboden.
In der Zwischenzeit verschwindet ein weiterer Bewohner der Kleinstadt. Melanie findet in zwei losen Dielen im Boden einige Zeitungsartikel und erkennt, dass es ein Monster sein muss, das systematisch einzelne Bewohner der Stadt angreift. Melanie erzählt Sheriff Bois von ihrer Vorahnung – und von Jimmy. Bois kann sich nicht daran erinnern, dass  er den Jungen in seiner kleinen Stadt jemals gesehen hat. Als er ihn kurz darauf zufällig trifft, befragt er ihn, erhält jedoch nur ausweichende Antworten. Kurz darauf wird auch Sheriff Bois ermordet von Deputy Harris aufgefunden. Schließlich trifft Melanie in dessen Haus auf ihren Vater. Er berichtet ihr von einem Jungen, der vor vielen Jahren im Sumpf ums Leben gekommen ist, nun als eine Art Geist sein Unwesen treibt, um sich an allen zu rächen, die ihm damals nicht geholfen haben. Es kommt zu einer Konfrontation zwischen Harris, Jones, Melanie und Howard. Harris kann mit großer Mühe verhindern, dass Jones Howard erschießt. Melanie überzeugt die beiden, dass nicht ihr Vater, sondern ein Monster die Verbrechen begangen hat – und dass es Jimmy ist, der sich in das Monster verwandeln kann. Die Vier beschließen, es im Sumpf zu suchen. Das Monster attackiert Jones und tötet ihn. Howard und Melanie erkennen, dass Jimmy nur innerhalb der Stadtgrenzen über die Möglichkeit verfügt, sich zu verwandeln. Sie locken daher das Monster gemeinsam mit Harris mit Hilfe von zwei Fahrzeugen an den Ortsausgang. Dort gelingt es Howard, das Monster mit einer gezielten Kollision über die Gemeindegrenze zu schleudern, worauf es in Schlamm und Dreck zerfällt.
In der Schlussszene sieht man Jimmys Mutter im Sumpf. Eine aus dürren Ästen bestehende Hand erscheint aus dem Wasser und gibt ihr die Hand.

## Kritik
Die Kritiker der Programmzeitschrift TV Spielfilm geben dem Streifen einen symbolischen „Daumen zur Seite“ und urteilen, dass „das Baummonster … nur eins der Mankos dieser Billigproduktion [sei]“, es aber „immerhin … in der zweiten Hälfte recht launig voran[gehe]“. Sie resümieren: „Dieser Horror schlägt sicher keine Wurzeln“.

„Ein Horrorfilm, der Horror nahezu verbissen vermeidet und bestenfalls durch die Besetzung und eine recht solide Produktion ein wenig an Restaufmerksamkeit verdient.“

## Auszeichnungen
- Regisseur David Winning wurden auf mehreren Filmfestivals für seine Arbeit ausgezeichnet. So erhielt er 2008 auf dem WorldFest-Houston den „Platinum Award“.
- Darsteller Bruce Dern erhielt bei den New York Festivals im Jahr 2008 den „Jury Award“.

## Trivia
- Der Film wurde in nur drei Wochen bei einem Budget von rund 2.000.000 US-Dollar gedreht.
- Während der Dreharbeiten erlitt Bruce Dern in der zweiten Produktionswoche einen Beinbruch. Er setzte die Arbeiten mit Hilfe von Krücken fort; einige Szenen wurden am Computer nachbearbeitet.